# 砺波市立庄南小学校
砺波市立庄南小学校 （となみしりつ しょうなんしょうがっこう）は富山県砺波市にある公立小学校。

## 校舎概要
校舎は1979年3月末に完工したもので、校地およびグラウンドは19,809m2、校舎の延床面積は3,655m2、ランチルームも備えている。

## 沿革
- 1979年（昭和54年）
  - 4月5日 - 太田小学校（同年3月11日閉校式[3]）・中野小学校（同年3月21日閉校式[3]）及び出町小学校の一部校区（大門地区）を統合し[2]、砺波市内3番目の統合校として[2]庄南小学校が開校する（同日開校式挙行）[4]。
  - 8月2日 - プール完成[4]。

## 通学区域
上中野　中野　新明　太田　祖泉　久泉　大門の区域

## 進学先
- 砺波市立庄西中学校

## アクセス
- 砺波市営バス（コミュニティバス）庄川線で、「新明公民館前」停留所下車後、徒歩約260m・約4分。